# Уилям Шърман
Уилям Tекумсе Шърман (на английски: William Tecumseh Sherman) (1820 – 1891) е офицер от армията на Съединените щати. Роден е в Ланкастър щата Охайо на 8 февруари 1820 г. Син е на Чарлз Робърт и Мери (Хойт) Шърман. Баща му е бил съдия във Върховния съд на щата Охайо. След смъртта на баща му през 1829 г., Уилям става под попечителството на сенатор Томас Юинг, министър на финансите в администрациите на Уилям Хенри Харисън и Джон Тайлър и секретар на администрацията на Закари Тейлър. На 1 юли 1836 г. Уилям постъпва във Военната академия Уест Пойнт, която завършва на шесто място в класа и получава назначение като втори лейтенант в Трета артилерия във Флорида на 1 юли 1840 г. На 30 ноември 1840 г. е повишен в старши лейтенант. По време на Мексиканско – американската война изявява желание да замине за Тексас, но вместо това е изпратен в Калифорния, където е повишен в капитан на 30 май 1848 г. след войната става генерал адютант на Тихоокеанската дивизия. На 1 май 1850 г. се жени за дъщерята на своя настойник, Елинор Бойл Юинг. Двойката има осем деца. На 6 септември 1853 г. Шърман подава оставка от армията, за да влезе в банковия бизнес в Сан Франциско. Фирмата, за която работи фалира през 1857 г. След това първо работи като адвокат в Левънуърт, Канзас, но след като претърпява отново провал през 1859 г. става суперинтендант в Семинарията на Военната академия в Пайнвил, Луизиана.
Когато Луизиана се отделя от Съюза, Шърман се премества в Сейнт Луис, където работи в трамвайна компания, докато не е назначен като полковник на новосформирания Тринадесети пехотен полк на 14 май 1861 г. Три дни по-късно е повишен в бригаден генерал от доброволци и му е възложено командването на бригада на Армията на Потомак, която води в Първата битка при Бул Рън. През септември 1861 г. е преназначен в Кентъки, където поради няколко причини е освободен от длъжност. След като командващ на армията става генерал Юлисис Грант, Шърман води подразделение в битката при Шайло. Повишен е в генерал-майор на 1 май 1862 г. и впоследствие участва при завземането на Арканзас Пост и в няколко неуспешни нападения срещу укрепления във Виксбърг, Мисисипи. Като командир на Петнадесети корпус на Грант, Шърман участва в завземането на Виксбърг, за които е награден с повишение до бригаден генерал от редовната армия на 4 юли 1863 г., датата на предаване на града. Корпуса на Шърман помага при обсадата на Чатануга. Шърман е повишен в командир на Дивизията на Мисисипи на 18 март 1864 г. и в генерал-майор на 12 август 1864 г. С това повишение той поема командването на всички военни части в западната част на бойните действия. Премествайки се югоизточно от Чатануга, войската на Шърман завзема Атланта на 1 септември 1864 г., а след това и Савана, Джорджия на 21 декември 1864 г. На 17 април 1865 г. Шърман разбива войските на генерал Джоузеф Джонстън при гара Дърам в Северна Каролина.
След войната Шърман е повишен в генерал-лейтенант на 25 юли 1866 г. На 11 август 1866 г. заменя Джон Поуп като командир на дивизията на Мисури. След като Юлисис Грант става президент, Шърман е издигнат до генерал на 4 март 1869 г. и е назначен за командващ генерал на армията четири дни по-късно, ранг който заема до 1 ноември 1883 г.
Слухове за мащабни нападения на команчите и кайовите по границата на западен Тексас карат Шърман да провери лично слуховете. Той предприема инспекционна обиколка в Тексас през май 1871 г., Придружен от генерал Рандолф Марси и малък ескорт. Шърман последователно посещава укрепленията Mейсън, Макавет, Кончо, Грифин и Белкнап, и вижда че слуховете за индиански нападения са силно преувеличени. Но по пътя от Форт Белкнап до Форт Ричардсън той става свидетел на нападение на кайови. Заради това нападение, Шърман заповядва на полковник Раналд Макензи да преследва индианците и нарежда участниците в нападението да бъдат задържани и затворени във Форт Сил.
Шърман напуска армията на 8 февруари 1884 г. През 1886 г. се премества да живее в Ню Йорк, където умира от пневмония на 14 февруари 1891 г. Погребан е в Кавалерийското гробище в Сейнт Луис, Мисури. Автобиографията му е публикувана през 1875 г.